# Премия Европейской киноакадемии 1988
European Film Awards 1988 (первая церемония премии «Феликс» или «Евро-Оскар») — премия Европейской киноакадемии (нем. Europäischer Filmpreis) была учреждена Европейской Киноакадемией в 1988 году по инициативе группы режиссёров и продюсеров как кинематографический символ (и часть) процесса объединения Европы. Возможно, именно поэтому первая церемония вручения статуэток Евро-Оскара символическим образом была назначена и состоялась в Западном Берлине, 25-26 ноября 1988 года. Не прошло и двух лет, как Берлинская стена была разрушена, а Берлин (и Германия) объединились.
Вполне естественно, что в первый год проведения церемонии вручения премии Европейской киноакадемии традиции вручения премии и список номинаций ещё не вполне устоялись. Именно поэтому среди лауреатов можно наблюдать награждённых по тем номинациям, которые в будущем не встречались (или редко встречались) в списке, а также (напротив) большое количество не вошедших в список категорий, которые в будущем стали постоянными.

## Лауреаты и номинанты European Film Awards 1988 (первого «Евро-Оскара»)
| Номинация                                | Лауреат(ы) и номинанты                                                    | English name                                                                         | Русское название                                               | Страна       |
| ---------------------------------------- | ------------------------------------------------------------------------- | ------------------------------------------------------------------------------------ | -------------------------------------------------------------- | ------------ |
| Лучший фильм                             | Кшиштоф Кесьлёвский                                                       | A Short Film About Killing (Krotki film o zabijaniu)                                 | Короткий фильм об убийстве                                     | Польша       |
| Лучший фильм                             | Луи Маль                                                                  | Goodbye Children (Au revoir les enfants)                                             | До свидания, дети                                              | Франция      |
| Лучший фильм                             | Хосе Луис Куэрда                                                          | The Animated Forest (El bosque animado)                                              | —                                                              | Испания      |
| Лучший фильм                             | Теренс Дэвис                                                              | Distant Voices, Still Lives (англ.)                                                  | Далёкие голоса, тихие жизни                                    | Англия       |
| Лучший фильм                             | Вим Вендерс                                                               | Wings of Desire (Der Himmel über Berlin)                                             | Небо над Берлином                                              | ФРГ          |
| Лучший фильм                             | Мирча Данелюк                                                             | Iacob                                                                                | Иаков                                                          | Румыния      |
| Лучший фильм                             | Билле Август                                                              | Pelle the Conqueror (Pelle erobreren)                                                | Пелле-завоеватель                                              | Дания        |
| Лучший европейский режиссёр              | Вим Вендерс                                                               | Wings of Desire (Der Himmel über Berlin)                                             | Небо над Берлином                                              | ФРГ          |
| Лучший европейский режиссёр              | Теренс Дэвис                                                              | Distant Voices, Still Lives                                                          | Далёкие голоса, тихие жизни                                    | Англия       |
| Лучший европейский режиссёр              | Луи Маль                                                                  | Goodbye Children (Au revoir les enfants)                                             | До свидания, дети                                              | Франция      |
| Лучший европейский режиссёр              | Мануэль де Оливейра                                                       | The Cannibals (Os canibais)                                                          | Каннибалы                                                      | Португалия   |
| Лучший европейский режиссёр              | Сергей Параджанов                                                         | Ashik Kerib                                                                          | Ашик-Кериб                                                     | СССР         |
| Лучший европейский актёр                 | Макс Фон Сюдов                                                            | Pelle the Conqueror (Pelle erobreren)                                                | Пелле-завоеватель                                              | Швеция       |
| Лучший европейский актёр                 | Клаус Мария Брандауэр                                                     | Hanussen                                                                             | Хануссен                                                       | Австрия      |
| Лучший европейский актёр                 | Alfredo Landa (англ.)                                                     | The Enchanted Forest (El bosque animado)                                             | —                                                              | Испания      |
| Лучший европейский актёр                 | Udo Samel (англ.)                                                         | Mit meinen heißen Tränen                                                             | Ноктюрн                                                        | ФРГ          |
| Лучший европейский актёр                 | Dorel Vișan (англ.)                                                       | Jacob                                                                                | Иаков                                                          | Румыния      |
| Лучшая европейская актриса               | Кармен Маура                                                              | Women on the Verge of a Nervous Breakdown (Mujeres al borde de un ataque de nervios) | Женщины на грани нервного срыва                                | Испания      |
| Лучшая европейская актриса               | Tinna Gunnlaugsdóttir (англ.)                                             | Shadow of the Raven (Í skugga hrafnsins)                                             | Тень ворона                                                    | Исландия     |
| Лучшая европейская актриса               | Орнелла Мути                                                              | Private Access (Codice Privato)                                                      | —                                                              | Италия       |
| Лучшая европейская актриса               | Carol Scanlan (англ.)                                                     | Reefer and the Model                                                                 | —                                                              | Ирландия     |
| Лучший европейский актёр второго плана   | Curt Bois                                                                 | Wings of Desire (Der Himmel über Berlin)                                             | Небо над Берлином                                              | ФРГ          |
| Лучший европейский актёр второго плана   | Бьёрн Гранат                                                              | Pelle the Conqueror (Pelle erobreren)                                                | Пелле-завоеватель                                              | Швеция       |
| Лучший европейский актёр второго плана   | Ray McBride                                                               | Reefer and the Model                                                                 | —                                                              | Ирландия     |
| Лучший европейский актёр второго плана   | Войцех Пшоняк                                                             | Mit meinen heißen Tränen                                                             | Ноктюрн                                                        | Польша       |
| Лучший европейский актёр второго плана   | Helgi Skulason (англ.)                                                    | Pathfinder (Ofelas) & Shadow of the Raven (Í skugga hrafnsins)                       | Проводник и Тень ворона                                        | Исландия     |
| Лучшая европейская актриса второго плана | Johanna ter Steege (англ.)                                                | The Vanishing (Spoorloos)                                                            | Исчезновение                                                   | Нидерланды   |
| Лучший европейский сценарист             | Луи Маль                                                                  | Goodbye Children (Au revoir les enfants)                                             | До свидания, дети                                              | Франция      |
| Лучший европейский сценарист             | Мануэль де Оливейра                                                       | The Cannibals (Os canibais)                                                          | Каннибалы                                                      | Португалия   |
| Лучший европейский сценарист             | Теренс Дэвис                                                              | Distant Voices, Still Lives                                                          | Далёкие голоса, тихие жизни                                    | Англия       |
| Лучший европейский сценарист             | Franco Bernini, (итал.) Daniele Luchetti, (англ.) Angelo Pasquini (англ.) | It’s Happening Tomorrow (Domani accadrà)                                             | —                                                              | Италия       |
| Лучший европейский сценарист             | Wolfgang Held (нем.)                                                      | Einer trage des anderen Last & Shadow of the Raven (Í skugga hrafnsins)              | Проводник и Тень ворона                                        | Исландия     |
| Молодое Кино                             | Педро Альмодовар                                                          | Women on the Verge of a Nervous Breakdown (Mujeres al borde de un ataque de nervios) | Женщины на грани нервного срыва                                | Испания      |
| Молодое Кино                             | Александр Сокуров                                                         | Days of Eclipse (англ.)                                                              | Дни затмения                                                   | СССР         |
| Молодое Кино                             | Daniele Luchetti (англ.)                                                  | It’s Happening Tomorrow (Domani accadrà) (англ.)                                     | —                                                              | Италия       |
| Молодое Кино                             | Бела Тарр                                                                 | Damnation (Kárhozat)                                                                 | Проклятие                                                      | Венгрия      |
| Молодое Кино                             | Nils Gaup (англ.)                                                         | Pathfinder (Veiviseren)                                                              | Проводник                                                      | Норвегия     |
| Молодое Кино                             | Joe Comerford                                                             | Reefer and the Model                                                                 | —                                                              | Ирландия     |
| Молодое Кино                             | Майк Фиггис                                                               | Stormy Monday                                                                        | Грозовой понедельник                                           | Англия       |
| Лучший молодой актёр (или актриса)       | Pelle Hvenegaard (англ.)                                                  | Pelle the Conqueror (Pelle erobreren)                                                | Пелле-завоеватель                                              | Швеция       |
| Лучший молодой актёр (или актриса)       | Michaela Widhalm                                                          | Mit meinen heißen Tränen                                                             | Ноктюрн                                                        | ФРГ          |
| Лучший молодой актёр (или актриса)       | Ondrej Vetchý (англ.)                                                     | Dum pro dva                                                                          | —                                                              | Чехословакия |
| Лучший молодой актёр (или актриса)       | Enrico Boetcher, Arnold Frühwald, Rupert J.Seidel, Stefan Wood (нем.)     | Das Mädchen mit den Feuerzeugen                                                      | —                                                              | ФРГ          |
| Лучший европейский оператор              | приз не присуждён                                                         | —                                                                                    | —                                                              |              |
| Лучший европейский оператор              | Mario Barroso (англ.)                                                     | The Cannibals (Os canibais)                                                          | Каннибалы                                                      | Португалия   |
| Лучший европейский оператор              | Анри Алекан                                                               | Wings of Desire (Der Himmel über Berlin)                                             | Небо над Берлином                                              | Франция      |
| За художественное оформление             | Шота Гоголашвили, Георгий Алекси-Месхишвили, Николай Сандукели            | Ashik Kerib                                                                          | Ашик-Кериб                                                     | СССР         |
| За художественное оформление             | Felix Mucia                                                               | Women on the Verge of a Nervous Breakdown (Mujeres al borde de un ataque de nervios) | Женщины на грани нервного срыва                                | Испания      |
| За творчество в целом                    | Ингмар Бергман (англ.)                                                    | Ingmar Bergman                                                                       | Lifetime Achievement Award                                     | Швеция       |
| За творчество в целом                    | Марчелло Мастроянни                                                       | Marcello Mastroianni (англ.)                                                         | Lifetime Achievement Award                                     | Италия       |
| Специальная премия                       | Бернардо Бертолуччи                                                       | Bernardo Bertolucci (англ.)                                                          | Культурный вклад (за фильм Последний император)                | Италия       |
| Специальная премия                       | Теренс Дэвис                                                              | Distant Voices, Still Lives (Special Aspect, Best Music)                             | Далёкие голоса, тихая жизнь (номинация за музыку к кинофильму) | Англия       |
| Специальный приз за лучшую музыку        | Юрий Ханон                                                                | Yuri Khanon (англ.)                                                                  | «Sonderpreis der Juri für die beste Musik» (for Best Music)    | СССР         |
| Премия за достоинство                    | Ричард Аттенборо                                                          | Richard Attenborough                                                                 | Award of Merit For special achievements                        | Англия       |